# 紐托克 (阿拉斯加州)
紐托克（英語：Newtok）是位於美國阿拉斯加州貝塞爾人口普查區的一個非建制地區和人口普查指定地區。根據2010年美國人口普查，該地人口為354人，而該地的面積約為2.90平方千米。

## 地理
紐托克的座標為60°56′40″N 164°38′39″W / 60.94444°N 164.64417°W，而該地的平均海拔高度為5米（即17英尺）。